# Círio Simon

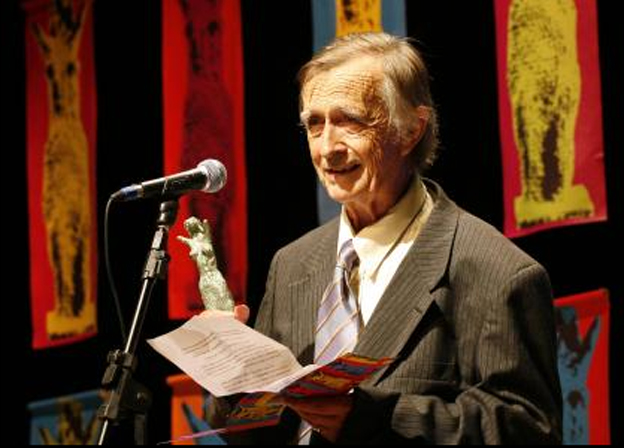
Círio Simon recebendo a homenagem do Prêmio Açorianos, 2012

Círio Simon (Sarandi, 16 de setembro de 1936) é um artista plástico, professor, crítico de arte e historiador brasileiro.

## Biografia
Nascido em Sarandi em 16 de setembro de 1936, em uma família com longa tradição no magistério, mudou-se para Porto Alegre no início de 1958. Começou sua carreira trabalhando como tipógrafo e encadernador, mas já estava interessado em arte, e ainda em 1958 fez um curso preparatório para o vestibular do Instituto de Artes da UFRGS, inicialmente pensando em se dedicar às artes gráficas.
Aprovado no vestibular, teve aulas com Aldo Locatelli, João Fahrion, Fernando Corona, Ado Malagoli, Iberê Camargo e Rose Lutzenberger. Ao longo do curso se interessou por cenografia, e incentivado por Locatelli, uma de suas principais influências, começou a se dedicar ao muralismo. Graduou-se Bacharel em Artes Visuais em 1962, e depois obteve Licenciatura e Especialização em Artes, Mestrado em Educação e Doutorado em História pela Pontifícia Universidade Católica do Rio Grande do Sul.
Como artista participou do Grupo Vértice, ativo entre 1989 e 1990, e deixou murais em colégios, igrejas e instituições públicas e privadas da capital e interior do estado. Deu aulas em vários colégios porto-alegrenses, no Instituto Palestrina, na Feevale e na UFRGS (1987-2006). Foi coordenador de Artes Visuais do Colégio São João, diretor do Instituto de Artes da UFRGS de 2003 a 2006, membro do Conselho Estadual de Cultura, membro da Comissão Curadora do Instituto Estadual de Artes Visuais, consultor da Associação dos Amigos do Museu de Arte do Rio Grande do Sul, membro do júri do Prêmio Açorianos em 2006, secretário do Sindicato Intermunicipal dos Professores das Instituições Federais de Ensino Superior do Rio Grande do Sul de 1994 a 1996, dirigiu o Grupo de Estudos e Pesquisa sobre Arte Gaúcha no MARGS, e ministra palestras e cursos para o público em geral.

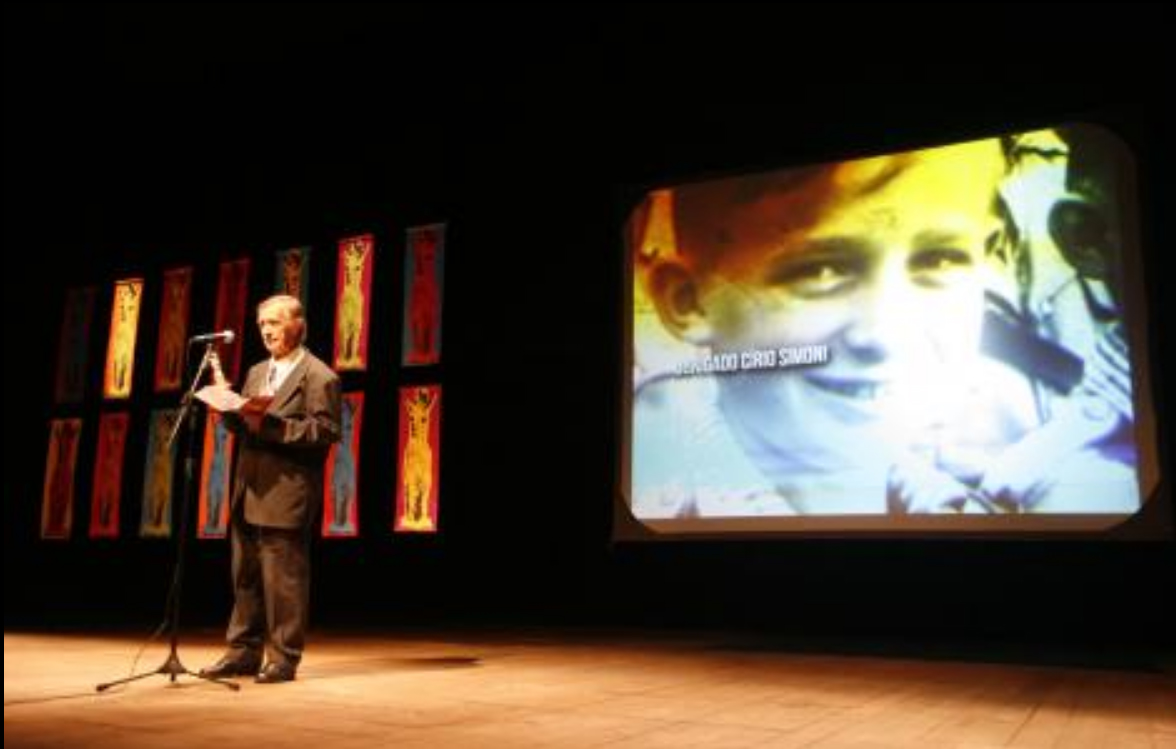
Círio Simon recebendo o Prêmio Açorianos. Na projeção ao fundo, uma foto de sua juventude

Recebeu da UFRGS o título de Professor Emérito, e em 2012 recebeu o Prêmio Açorianos de Artes Plásticas na categoria Homenagem. Tem grande bibliografia publicada, é uma das principais autoridades em história da arte rio-grandense, e segundo a Prefeitura de Porto Alegre, é um dos "nomes fundamentais no campo artístico rio-grandense". Destaca-se em sua produção escrita a sua tese de doutorado, que investigou em detalhe a história do Instituto de Artes, uma obra de referência para o conhecimento da criação e evolução da instituição. Durante a pesquisa para este trabalho, constatou o estado de deterioração da documentação histórica do arquivo institucional, sendo um agente fundamental para sua recuperação e salvaguarda.